# 大花上
大花上（だいけじょう、だいかじょう）は、649年から664年まで日本で用いられた冠位である。大華上とも書く。19階のうち上から数えて7番目で、小紫の下、大花下の上にあたる。
大化5年（649年）2月の冠位19階の制で設けられた。かつての大錦を大花上と大花下に分割したうちの一つである。天智天皇3年（664年）2月の冠位26階の制では大花という呼び方を大錦に戻した上で、大錦上、大錦中、大錦下に3分した。
大花上の位を受けたとされる人物は、『日本書紀』には見えないが、『続日本紀』から大神利金、難波朝（孝徳天皇の時代）の刑部尚書高向国押、やはり難波朝の衛部の物部宇麻乃（馬古）が知られる。より後代の史料では、『先代旧事本紀』に難波朝の物部荒猪、『日本現報善悪霊異記』にやはり孝徳天皇の時の大部屋栖野古が見える。